# Ventura Marín Azcuaga
Ventura Marín Azcuaga (Emiliano Zapata; 12 de febrero de 1934-Villahermosa; 15 de noviembre de 2020) fue un arquitecto y escultor mexicano.

## Biografía
Estudió su carrera en la Universidad Nacional Autónoma de México, UNAM, obteniendo el título de arquitecto en 1957 y regresa a su tierra convirtiéndose en el primer arquitecto que llega a trabajar a Tabasco. En 1958 lo nombran Presidente de la junta de mejoramiento moral cívico y material de Emiliano Zapata y a sus veinticinco años es diputado por el noveno distrito (Emiliano Zapata, Balancán y Tenosique) durante la XLIII Legislatura siendo Gobernador del Estado el Lic. Carlos A. Madrazo.
Fue el autor de piezas icónicas de la entidad tabasqueña como el de la Mujer Ceiba ubicada en la Laguna de Las Ilusiones, y el Mensajero de la paz, que se encuentra en el atrio de la Catedral del Señor de Tabasco, escultura en bronce con 5.5 metros de alto representando a Su Santidad Juan Pablo II coronando a la virgen de Cupilco.
Ventura Marín se recibió de arquitecto en la UNAM y entre sus diseños más destacables están la construcción de la Fuente Maya y la Rectoría de la Universidad Juárez Autónoma de Tabasco.
Fue catedrático de la UJAT, del Colegio de Ciencias y Humanidades del Colegio Tabasco y de la Universidad Olmeca.
Fue miembro fundador del Colegio de Arquitectos del cual fue presidente, así como vicepresidente de la Cámara Nacional de la Industria de la Construcción del Estado y posteriormente ocupó una secretaría de la federación de arquitectos de la República Mexicana.
Otras de sus obras monumentales son El escultor, ubicada frente a la biblioteca de la UJAT; la Tabasqueña, frente al actual parque Tabasco; la Danza del Pochó, en la entrada de Tenosique; Usumacinta en el Balcón del Usumacinta en Emiliano Zapata.
Así como la del Coronel Gregorio Méndez Magaña a la entrada de Jalpa de Méndez; Teapaneca, Diosa del Río de Piedra y Reina del oro verde, estas tres en Teapa; así como Maternidad en el nuevo Hospital de la Mujer y Homenaje a las enfermeras, la cual flanquea la entrada del Hospital Rovirosa, ambas en Villahermosa.
También están Musas de Pellicer, en la entrada del parque arqueológico La Venta; Diosa Del Usumacinta, en la entrada de Emiliano Zapata y el busto de Jorge Calles Broca, fundador del Diario Presente.
Ventura Marín Azcuaga tuvo ciento cincuenta exposiciones individuales de fotografía, pintura y escultura en los más reconocidos museos de la República Mexicana y cuatro en el extranjero, en la Universidad de Dankook en Corea del Sur y su exposición número 38, la realizó en la Ciudad de Dallas, Estados Unidos, por invitación del Mundo Cultural Hispano y la última fue en Loveland Colorado, Estados Unidos, en agosto de 2002.
Fallece el 15 de noviembre de 2020 en la ciudad de Villahermosa a los ochenta y seis años.